# Linia kolejowa nr 264
Linia kolejowa nr 264 – łącząca stację Wąbrzeźno ze stacją Wąbrzeźno Miasto. Pierwsza znajdująca się na dzisiejszych ziemiach polskich zelektryfikowana linia kolejowa.

## Historia
W roku 1871 otwarta została linia kolejowa Toruń – Jabłonowo Pomorskie (rozbudowana później do Toruń – Olsztyn), przebiegająca 3 km od Wąbrzeźna. Stało się to powodem działań mieszkańców miasta na rzecz budowy kolei dojazdowej łączącej miasto z oddaloną od niego stacją. Rozpoczęcie budowy miało miejsce 15 sierpnia 1897, a otwarcie linii nastąpiło w 1898 roku. Całkowita jej długość wynosiła 3,28 km, z czego 1,06 km na pasie wydzielonym, a 2,22 km na poboczu jezdni (ulice 1 Maja i Kętrzyńskiego). Zasilana była prądem stałym o napięciu 400 V, a użyta tu trakcja oraz wykorzystywany tabor zbliżał ją do linii tramwajowych. W roku 1911 ośmiu pracowników obsłużyło 109044 pasażerów oraz przewiozło 58805 ton ładunków.
Linia funkcjonowała pod zarządem Wąbrzeskiej Kolei Powiatowej, a od lat 50. XX wieku pod zarządem PKP. Wtedy też pojawił się na linii ruch towarowy do Zakładów Tworzyw Sztucznych „ERG” (obecnie Ergis). Sieć trakcyjną ostatecznie zdemontowano w roku 1959. Ruch pasażerski wstrzymano w 1991 roku. W roku 2011 wstrzymano ruch towarowy, a w maju 2013 rozpoczęto rozbiórkę linii. W jej miejscu miała powstać ścieżka pieszo-rowerowa, jednak 30-metrowy fragment toru miał zostać zachowany jako upamiętnienie istnienia Powiatowej Kolejki Wąbrzeskiej.

## Tabor
W czasie istnienia sieci trakcyjnej na linii kursowały przedwojenne wagony elektryczne wyprodukowane w Zielonej Górze. Po jej likwidacji ruch przejęły lokomotywy spalinowe. W latach 70. kursowała SP30 z dwoma wagonami typu Bi, następnie SM40 z jednym wagonem 120A. Przez krótki czas kursował też wagon motorowy SN61.